# Ullstein Verlag
Ullstein Verlag a fost fondată de către Leopold Ullstein în 1877 la Berlin și este una dintre cele mai mari edituri din Germania. A publicat ziare ca B.Z. și Berliner Morgenpost și cărți prin intermediul filialelor sale, Ullstein Buchverlage și Propyläen.
Activitatea de publicare a ziarelor a fost preluată de Axel Springer AG în 1956.

## Istoric
În 14 iulie 1877 Leopold Ullstein a achiziționat ziarul Neue Berliner Tageblatt, o publicație subsidiară a ziarului liberal Berliner Tageblatt publicat de Rudolf Mosse, și l-a transformat pe 1 ianuarie 1878 în Berliner Zeitung (B.Z.). În 1894 el a cumpărat, de asemenea, săptămânalul Berliner Illustrirte Zeitung, care, pe măsură ce tehnologia a avansat și a permis utilizarea în număr mare a fotografiilor, a devenit cel mai de succes ziar ilustrat din Germania. B.Z. am Mittag, relansat în 1904, a devenit primul tabloid din Germania. Pe de altă parte, fiii lui Ullstein au achiziționat la 1 ianuarie 1914 renumitul Vossische Zeitung, un ziar liberal cu o tradiție care datează din 1617, în timp ce ziarul de stânga Berliner Morgenpost, înființat în 1898, a ajuns să aibă un număr mare de abonați. Începând din 1927 Ullstein a publicat, de asemenea, ziarul săptămânal Die Grüne Post sub conducerea redactorului șef Ehm Welk.
În 1919 Propyläen Verlag (denumire provenită de la propilee) a fost fondată ca o marcă editorială pentru cărțile de non-ficțiune (în special de istorie și istoria artei), precum și pentru edițiile clasice, dar și pentru romane ca Pe frontul de vest nimic nou al lui Erich Maria Remarque, publicat pentru prima dată în 1929. Numărul scriitorilor publicați de editura Ullstein a fost mare, iar printre ei s-au aflat, de asemenea, Vicki Baum și Franz Blei.
Între 1925 și 1927 a fost construită în cartierul Berlin-Tempelhof o nouă clădire a Ullstein Verlag, denumită Ullsteinhaus, cu o înălțime de 76 de metri, o „Cărămidă Expresionistă” cu o sculptură din bronz a „Bufniței Ullstein”, realizată de Fritz Klimsch. În 1934 companiile deținute de familia evreiască Ullstein au fost confiscate de autoritățile naziste și „arianizate”. În 1937 compania a fost redenumită Deutscher Verlag și afiliată editurii Franz Eher Nachfolger a Partidului Nazist și a editat ziarele Deutsche Allgemeine Zeitung și Das Reich, precum și revista Signal, din 1940 până la sfârșitul celui de-al Doilea Război Mondial.
După război, editura fost restituită familiei Ullstein, dar a intrat curând în probleme financiare. În 1956 un pachet de acțiuni cu o pondere de 26% a fost achiziționat de către Axel Springer, care a ajuns să dețină pachetul majoritar prin anul 1960. Sub administrația lui Springer ziarele Berliner Morgenpost și B.Z. rămase în Berlinul de Vest au dobândit o orientare politică de dreapta cu o poziție anticomunistă distinctă. Editura de carte Ullstein a fost vândută grupului Random House în 2003. Vânzarea, care a trebuit să obținută avizul Bundeskartellamt (Biroul Federal German Antitrust), a fost aprobată doar parțial. Editurile Heyne, Südwest și Diana au devenit companii subsidiare ale grupului Random House, iar restul companiilor din grupul Ullstein (Ullstein, Claassen, Econ, List, Marion von Schröder și Propyläen) au fost vândute către Bonnier Group.